# Andrés Cruciani
Pour les articles homonymes, voir Cruciani.
Diego Andrés Cruciani (né le 14 juillet 1962 à Bahía Blanca) est un entraîneur argentin de football. Il a dirigé trois sélections nationales (Haïti, Bangladesh et Maldives).